# Yucca elata

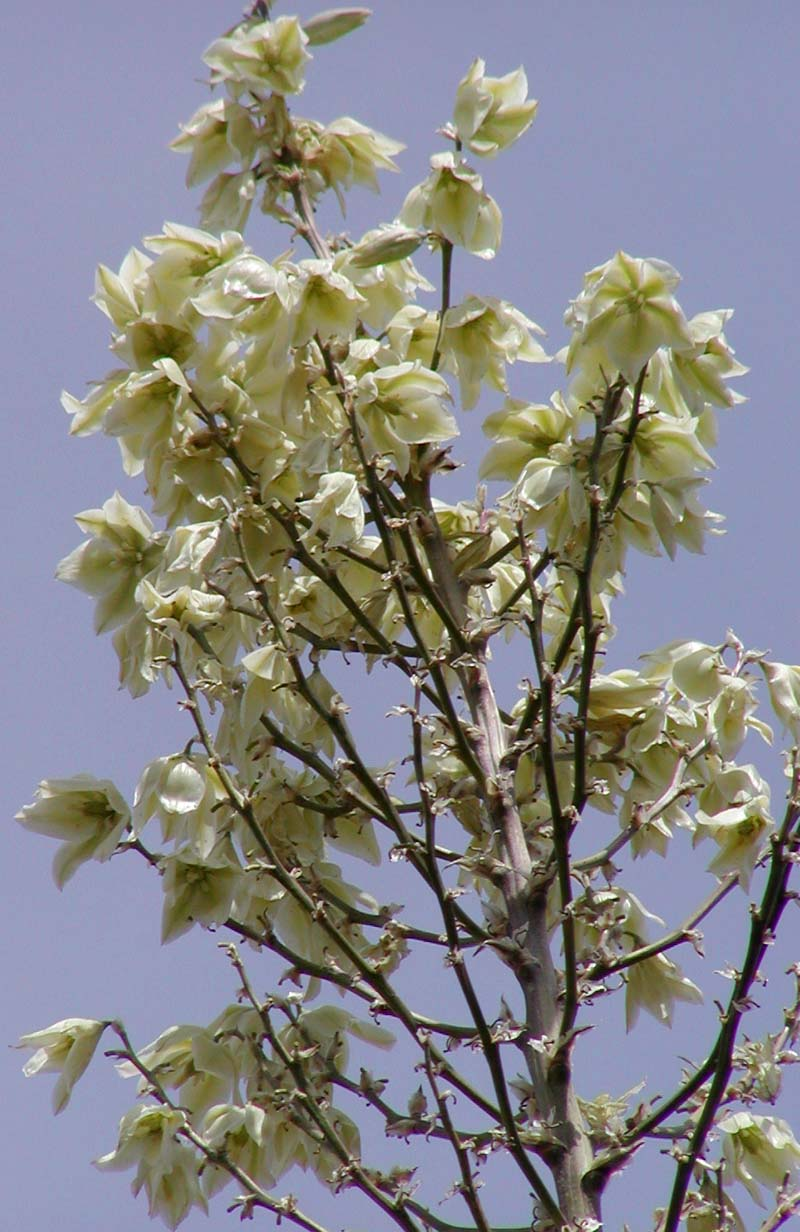
Flores.

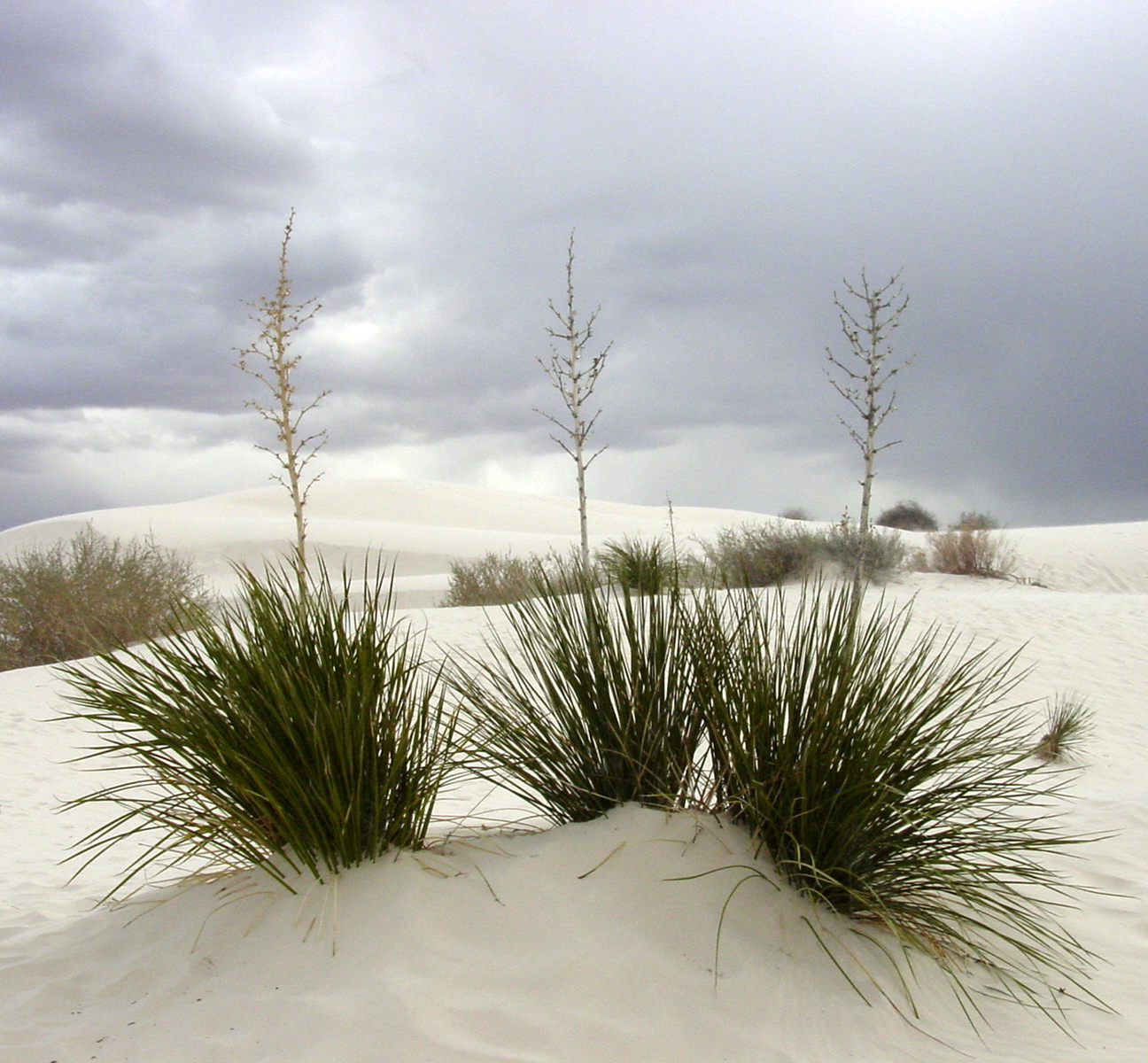
Vista de la planta en su hábitat

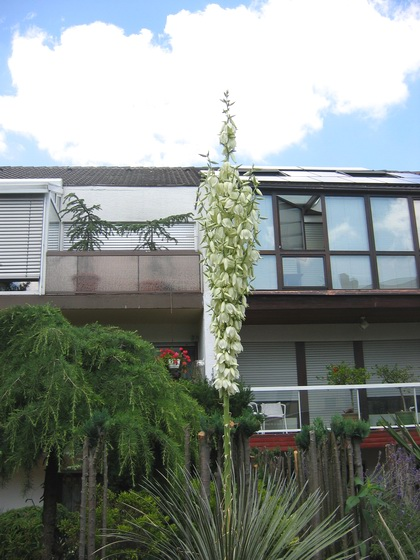
Inflorescencia

Yucca elata es una especie de planta perenne perteneciente a la familia Asparagaceae. 

## Distribución
Es nativa del sudoeste de Norteamérica en el Desierto de Sonora y el Desierto de Chihuahua en los Estados Unidos (oeste de Texas, Nuevo México, Arizona, y norte de  México (Chihuahua, Coahuila, Sonora).

## Descripción
La planta alcanza los  1.2-4.5 m de altura con un tronco ramificado. El tronco es color castaño, cilíndrico de pequeño diámetro y a menudo taladrado de agujeros producidos por las larvas de la mosca de la yuca. Las hojas se disponen en un denso conjunto espiral al final del tallo, cada hoja tiene 25-95 cm de longitud y  0.2-1.3 cm de ancho. Las flores acampanadas crecen en densos conjuntos en el ápice del tallo, tienen  32-57 mm de longitud y son de color blanco-crema y a menudo teñidas de rosa o verdoso.
El fruto es una cápsula de 4-8 cm de longitud y  2-4 cm de ancho que al madurar en verano toma el color castaño y se divide en tres secciones para lanzar sus negras semillas.
Tiene tres subespecies:
- Yucca elata ssp. elata. Cápsula, 5-8 cm; hojas, 30-95 cm.
- Yucca elata ssp. verdiensis. Cápsula, 4-4.5 cm; hojas, 25-45 cm. Arizona.
- Yucca elata ssp. utahensis.

Estas plantas crecen bien en condiciones secas o semidesérticas. Son muy resistentes al frío pero necesitan luz del sol.

### Usos
Los pueblos indígenas nativos americanos usaban su fibra para hacer canastos. Dentro del tronco tiene una sustancia jabonosa que utilizaban como jabón y champú. También los rancheros la utilizaban como alimento de emergencia para su ganado.

## Taxonomía
Yucca elata fue descrito por George Engelmann  y publicado en Botanical Gazette 7(2): 17. 1882.
Etimología
Yucca: nombre genérico que fue nombrado por Carlos Linneo y que deriva por error de la palabra taína: yuca (escrita con una sola "c").
elata: epíteto latíno que significa "alta"
Variedades
- Yucca elata var. verdiensis (McKelvey) Reveal

Sinonimia
- Yucca angustifolia var. elata Engelm.
- Yucca angustifolia var. radiosa Engelm.
- Yucca elata var. elata
- Yucca radiosa (Engelm.) Trel.[4][5]